# Halrudi (South Park)
A Halrudi (Fishsticks) a South Park című amerikai animációs sorozat 186. része (13. évad 5. epizódja). Elsőként 2009. április 8-án sugározták az Egyesült Államokban, Magyarországon 2009. december 18-án mutatta be először az MTV. A történet szerint Jimmy Vulmer vicce országos szenzáció lesz, de Eric Cartman megpróbál hasznot húzni belőle. A viccet egyedül Kanye West rapper nem érti meg, de ezt nem hajlandó bevallani, mert zseninek képzeli magát...
Az epizódot Trey Parker írta és rendezte; a Halrudi többségében vegyes fogadtatásban részesült és nagy médiafigyelmet kapott. A kifigurázott Kanye West az epizód levetítése után azt nyilatkozta, hogy a rész ugyan megsértette az érzéseit, de emellett szórakoztatónak is találta azt. A rapper továbbá beismerte, hogy vannak problémái az egójával, amiken még dolgoznia kell. A készítők az epizódban Carlos Mencia humoristát is kigúnyolták, aki a bemutató után dicsérte az epizódot. A Nielsen Ratings szerint a Halrudi-t az eredeti sugárzás során több mint 3,1 millió háztartásban látták, ezzel a premier hetének legnézettebb műsora volt a Comedy Centralon.

## Cselekmény
Mivel Eric Cartman nem találja barátait, elhatározza, hogy elmegy Jimmy Vulmerhez. Mikor Cartman megérkezik, Jimmy éppen vicceket ír. Állítása szerint már nagyon régen nem talált ki új viccet, ezért sürgősen írnia kell egyet. Cartman leheveredik a díványra, majd Jimmy frissen írt vicceit hallgatja a fiútól. Cartmannak egy vicc sem tetszik, ezért Jimmy mindegyiket a kukába dobja. Egy idő elteltével Cartman éhes lesz, és Jimmytől kér ennivalót. Jimmy elmondja, hogy a hűtőjükben van halrúd. Ekkor Jimmynek eszébe jut egy jó vicc a halrúdról. Elmondja Cartmannak, akinek szintén elnyeri a tetszését.
A vicc:
– Szereted a halrudat?

– Igen.

– Szereted a halrudat a szádba venni?

– Igen.

– Mi vagy te, egy meleg hal?
Cartman és Jimmy másnap az iskolában elmondja viccüket a tanulóknak, akiknél szintén sikert arat. Lassan az egész város Cartmanék viccén mulat. Még az országos tévécsatornákon is megjelenik a vicc az esti beszélgetős műsorokban (Jimmy Kimmel Show, David Letterman Show, Daily Show). A híradóban be is mondják, hogy a halrudas vicc az egész országban elterjedt, és csak egy valaki nem érti a viccet, a rapper Kanye West, aki brutálisan összever egy riportert, miután az meleg halnak nevezi őt.
Miután egy műsorban Carlos Mencia, a humorista és színész kijelenti, hogy ő találta ki a halrudas viccet, Cartman elhatározza, hogy a viccet le kéne védetniük. Cartman szerint a viccel sok pénzt tudnának keresni. De Kyle és a többiek szerint Cartmannak semmi köze sincs a vicchez, ezért megpróbálják rábeszélni Jimmyit, hogy ne adjon Cartmannak a nyereségből.
Ezalatt Kanye West nem tűri tovább, hogy mindenki meleg halnak nevezi őt, ezért egy orvos segítségével bebizonyítja a nagyérdeműnek, hogy ő nem egy hal. Ennek ellenére továbbra is meleg halnak nevezik őt, ezért a rapper elfogatja Carlos Menciát, aki magára vállalta a vicc kitalálását. Miután a humorista nem tudja elmagyarázni Kanye Westnek a vicc poénját, a rapper egy baseballütővel leüti Carlos Mencia fejét.
Ezután Cartman és Jimmy elmegy Ellen DeGenereshez, az Ellen Showba, hogy elmondják: ők a vicc kitalálói. Cartman nem hagyja Jimmyt szóhoz jutni, és egész műsoridő alatt ő beszél a humorról és a jelentőségéről. Ezalatt Kanye West meglátja Cartmanékat a tévében, és elhatározza, hogy megöli őket. A fiúk pedig megtudják Ellentől, hogy Carlos Menciát ma reggel holtan találták.
Miután a fiúk hazatérnek, veszekedni kezdenek, mert Jimmy szerint ő találta ki egyedül a viccet. Ezalatt beront a házba Kanye West és bandája, majd megkötözik Jimmyéket. Cartman továbbra is magára vállalja a vicc kitalálását, még ha a rapper meg is fogja ölni. Cartman szerint Jimmy hatalmas egoja miatt nem tudja beismerni az igazságot. Ezt hallva Kanye West felismeri, hogy ez rá is igaz, és ő valójában tényleg egy meleg hal.
Ezután a rapper elmegy a mólóra, majd beleugrik a tengerbe, ahol halakkal csókolózik, miközben énekel.

## Utalások
- Az epizód Kanye West hatalmas önbecsülését figurázza ki, mivel a rapper hivatalosan is bejelentette, hogy zseni és a nemzetnek szüksége van rá, és a hangjára. Továbbá, az MTV zenei díjátadóján West kisebb botrányt okozott. Amikor kihirdették a legjobb női videóklip nyertesét, Taylor Swiftet, West fellépett a színpadra és kikapta a köszönetet nyilvánító Swift kezéből a mikrofont. Ezután a rapper bejelentette, hogy a díjat Beyoncénak kellett volna megnyernie. Barack Obama hallva a botrányról "seggfejnek" nevezte a rappert. Kanye West később a blogján nyilvánosan bocsánatot kért a country-énekesnőtől és rajongóitól.
- Mikor Cartman meglátja Kanye Westet, azt hiszi, hogy ő Puff Daddy. Kanye Westet valóságban is az új évezred Puff Daddy-jének hívják.
- Az epizód Kanye West mellett Carlos Mencia-t is parodizálja, aki az amerikai Comedy Centralon saját műsort vezet. Az epizódban Mencia kijelenti, hogy ő alkotta meg a halrudas viccet. Ez utalás arra, hogy Mencia gyakran süt el a műsorában olyan poénokat, amelyek egy másik humoristától származnak. Mencia epizódbeli megölése előtti magatartása utalás a Carlito útja című 1993-as film Lalin nevű karakterének önsajnáltatására.
- Cartman különleges képessége, mellyel megsemmisíti a zsidó robotokat, utalás a Fantasztikus Négyes egyik kitalált szuperhősére.
- Kanye West epizódvégi dala a Heartless című számának paródiája.

## Érdekességek
- Jimmy vicce azon alapszik, hogy az eredeti (angol) nyelven a „fishstick” („halrúd”) szó hangzása hasonló a „fishdick” („halfasz”) szóéhoz:

"Do you like fishsticks?"
"Yeah."
"Do you like putting fishsticks in your mouth?"
"Yeah."
"What are you, a gay fish?"

## Külső hivatkozások
- Halrudi Archiválva 2009. december 16-i dátummal a Wayback Machine-ben a South Park Studios hivatalos honlapon
- Halrudi az Internet Movie Database oldalon (angolul)